# Copa del Presidente de la República de Fútbol 1934
La Copa del Presidente de la República de Fútbol 1934 fue la trigésimo segunda edición en el palmarés del Campeonato de España de este deporte. 
La victoria fue para el Madrid FC que conseguía así su sexto título nacional ante el Valencia CF, el cual llegaba a la final por primera vez.  

## Equipos clasificados
Los  campeonatos regionales disputados en la primera mitad de la temporada sirvieron de clasificación para el torneo, los 4 primeros de los campeonatos reunificados de  Centro-Sur y Guipúzcoa-Aragón, los 3 primeros de Cataluña, Vizcaya y Galicia; campeón y subcampeón de Asturias, Valencia y Murcia; y los campeones del campeonato Oeste, Cantabria, Baleares, África y Canarias, en un total de 28 equipos.
| Torneo Regional                | Campeón | Campeón             | Subcampeón | Subcampeón             | Otros. | Otros.                | Otros. |
| ------------------------------ | ------- | ------------------- | ---------- | ---------------------- | ------ | --------------------- | ------ |
| Campeonato Regional Centro-Sur |         | Madrid FC           |            | Athletic de Madrid     |        | Betis y Sevilla FC    |        |
| Campeonato de Guipúzcoa-Aragón |         | CD Logroño          |            | Donostia FC            |        | Zaragoza CF y Osasuna |        |
| Copa Cataluña                  |         | CE Sabadell FC      |            | CD Español             |        | FC Barcelona          |        |
| Campeonato de Vizcaya          |         | Athletic Bilbao     |            | Barakaldo FC           |        | Arenas Club de Guecho |        |
| Campeonato de Galicia          |         | Celta de Vigo       |            | Deportivo de La Coruña |        | Racing de Ferrol      |        |
| Campeonato de Asturias         |         | Oviedo FC           |            | Sporting de Gijón      |        |                       |        |
| Campeonato de Valencia         |         | Valencia CF         |            | FC Levante             |        |                       |        |
| Campeonato de Murcia           |         | Murcia FC           |            | Hércules FC            |        |                       |        |
| Campeonato de Cantabria        |         | Racing de Santander |            |                        |        |                       |        |
| Campeonato de Baleares         |         | CD Constancia       |            |                        |        |                       |        |
| Campeonato Oeste               |         | Onuba FC            |            |                        |        |                       |        |
| Campeonato Norte de África     |         | Ceuta Sport         |            |                        |        |                       |        |
| Campeonato de Canarias         |         | CD Tenerife         |            |                        |        |                       |        |

### Fase Inicial (Dieciseisavos)
Se juega una ronda eliminatoria de ida y vuelta en la que se suman los goles de ambos partidos, en caso de igualdad se jugaría un partido de desempate en campo neutral.
Los partidos se jugaron los días 11 y 18 de marzo, los desempates se jugaron el 21 y el 22 de marzo.
Los equipos del Athletic de Bilbao, Madrid FC, Oviedo FC y Donostia-San Sebastián pasaron directamente a octavos.
| Equipo local ida       | Equipo visitante ida | Ida   | Vuelta | Suma Total | Des.  |
| ---------------------- | -------------------- | ----- | ------ | ---------- | ----- |
| CD Español             | Racing de Ferrol     | 7 - 1 | 0 - 1  | 7 - 2      |       |
| CE Sabadell FC         | Celta de Vigo        | 2 - 1 | 1 - 2  | 3 - 3      | 2 - 4 |
| Barakaldo FC           | Sporting de Gijón    | 2 - 3 | 2 - 3  | 4 - 6      |       |
| CD Tenerife            | Hércules FC          | 1 - 4 | 3 - 2  | 4 - 6      |       |
| Atlético Osasuna       | Athletic de Madrid   | 2 - 0 | 1 - 1  | 3 - 1      |       |
| Betis                  | FC Levante           | 2 - 1 | 1 - 0  | 3 - 1      |       |
| CD Logroño             | Murcia FC            | 0 - 0 | 0 - 3  | 0 - 3      |       |
| Ceuta Sport            | Sevilla FC           | 3 - 3 | 0 - 5  | 3 - 8      |       |
| Valencia CF            | Racing de Santander  | 7 - 1 | 2 - 6  | 9 - 7      |       |
| Zaragoza FC            | Arenas de Guecho     | 1 - 0 | 0 - 1  | 1 - 1      | 2 - 1 |
| CD Constancia de Inca  | FC Barcelona         | 0 - 1 | 0 - 2  | 0 - 3      |       |
| Deportivo de La Coruña | Onuba FC             | 5 - 0 | 0 - 1  | 5 - 1      |       |

## Rondas finales
|  | Octavos de final   | Octavos de final | Octavos de final |                    |   | Cuartos de final | Cuartos de final | Cuartos de final |  |  | Semifinales | Semifinales | Semifinales |  |  | Final     | Final | Final |
|  |                    |                  |                  |                    |   |                  |                  |                  |  |  |             |             |             |  |  | 6 de mayo |       |       |
|  |                    |                  |                  |                    |   |                  |                  |                  |  |  |             |             |             |  |  |           |       |       |
|  |                    |                  |                  |                    |   |                  |                  |                  |  |  |             |             |             |  |  |           |       |       |
|  |                    |                  |                  |                    |   |                  |                  |                  |  |  |             |             |             |  |  |           |       |       |
|  | FC Barcelona       | 5                | 2                |                    |   |                  |                  |                  |  |  |             |             |             |  |  |           |       |       |
|  | FC Barcelona       | 5                | 2                |                    |   |                  |                  |                  |  |  |             |             |             |  |  |           |       |       |
|  | Sevilla FC         | 1                | 3                |                    |   |                  |                  |                  |  |  |             |             |             |  |  |           |       |       |
|  | Sevilla FC         | 1                | 3                | FC Barcelona       | 1 | 2                |                  |                  |  |  |             |             |             |  |  |           |       |       |
|  |                    |                  |                  |                    | 1 | 2                |                  |                  |  |  |             |             |             |  |  |           |       |       |
|  |                    | Betis            | 2                | 2                  |   |                  |                  |                  |  |  |             |             |             |  |  |           |       |       |
|  | Betis              | Betis            | 2                | 2                  | 3 | 0                |                  |                  |  |  |             |             |             |  |  |           |       |       |
|  | Betis              |                  |                  |                    | 3 | 0                |                  |                  |  |  |             |             |             |  |  |           |       |       |
|  | Sporting de Gijón  | 0                | 1                |                    |   |                  |                  |                  |  |  |             |             |             |  |  |           |       |       |
|  | Sporting de Gijón  | 0                | 1                | Betis              | 0 | 1                |                  |                  |  |  |             |             |             |  |  |           |       |       |
|  |                    |                  |                  |                    | 0 | 1                |                  |                  |  |  |             |             |             |  |  |           |       |       |
|  |                    | Madrid FC        | 2                | 2                  |   |                  |                  |                  |  |  |             |             |             |  |  |           |       |       |
|  | Athletic de Bilbao | Madrid FC        | 2                | 2                  | 5 | 5                |                  |                  |  |  |             |             |             |  |  |           |       |       |
|  | Athletic de Bilbao |                  |                  |                    | 5 | 5                |                  |                  |  |  |             |             |             |  |  |           |       |       |
|  | Zaragoza FC        | 0                | 2                |                    |   |                  |                  |                  |  |  |             |             |             |  |  |           |       |       |
|  | Zaragoza FC        | 0                | 2                | Athletic de Bilbao | 1 | 1                |                  |                  |  |  |             |             |             |  |  |           |       |       |
|  |                    |                  |                  |                    | 1 | 1                |                  |                  |  |  |             |             |             |  |  |           |       |       |
|  |                    | Madrid FC        | 1                | 1                  |   |                  |                  |                  |  |  |             |             |             |  |  |           |       |       |
|  | Atlético Osasuna   | Madrid FC        | 1                | 1                  | 0 | 1                |                  |                  |  |  |             |             |             |  |  |           |       |       |
|  | Atlético Osasuna   |                  |                  |                    | 0 | 1                |                  |                  |  |  |             |             |             |  |  |           |       |       |
|  | Madrid FC          | 3                | 5                |                    |   |                  |                  |                  |  |  |             |             |             |  |  |           |       |       |
|  | Madrid FC          | 3                | 5                | Madrid FC          | 2 |                  |                  |                  |  |  |             |             |             |  |  |           |       |       |
|  |                    |                  |                  |                    | 2 |                  |                  |                  |  |  |             |             |             |  |  |           |       |       |
|  |                    | Valencia CF      | 1                |                    |   |                  |                  |                  |  |  |             |             |             |  |  |           |       |       |
|  | Deportivo          | Valencia CF      | 1                | 0                  | 0 |                  |                  |                  |  |  |             |             |             |  |  |           |       |       |
|  | Deportivo          |                  |                  |                    | 0 |                  |                  |                  |  |  |             |             |             |  |  |           |       |       |
|  | Hércules FC        | 1                | 2                |                    |   |                  |                  |                  |  |  |             |             |             |  |  |           |       |       |
|  | Hércules FC        | 1                | 2                | Hércules FC        | 2 | 0                |                  |                  |  |  |             |             |             |  |  |           |       |       |
|  |                    |                  |                  |                    | 2 | 0                |                  |                  |  |  |             |             |             |  |  |           |       |       |
|  |                    | Valencia CF      | 1                | 3                  |   |                  |                  |                  |  |  |             |             |             |  |  |           |       |       |
|  | Murcia FC          | Valencia CF      | 1                | 3                  | 1 | 2                |                  |                  |  |  |             |             |             |  |  |           |       |       |
|  | Murcia FC          |                  |                  |                    | 1 | 2                |                  |                  |  |  |             |             |             |  |  |           |       |       |
|  | Valencia CF        | 3                | 6                |                    |   |                  |                  |                  |  |  |             |             |             |  |  |           |       |       |
|  | Valencia CF        | 3                | 6                | Valencia CF        | 2 | 3                |                  |                  |  |  |             |             |             |  |  |           |       |       |
|  |                    |                  |                  |                    | 2 | 3                |                  |                  |  |  |             |             |             |  |  |           |       |       |
|  |                    | Oviedo FC        | 2                | 1                  |   |                  |                  |                  |  |  |             |             |             |  |  |           |       |       |
|  | Oviedo FC          | Oviedo FC        | 2                | 1                  | 4 | 2                |                  |                  |  |  |             |             |             |  |  |           |       |       |
|  | Oviedo FC          |                  |                  |                    | 4 | 2                |                  |                  |  |  |             |             |             |  |  |           |       |       |
|  | Donostia SS        | 0                | 0                |                    |   |                  |                  |                  |  |  |             |             |             |  |  |           |       |       |
|  | Donostia SS        | 0                | 0                | Oviedo FC          | 5 | 3                |                  |                  |  |  |             |             |             |  |  |           |       |       |
|  |                    |                  |                  |                    | 5 | 3                |                  |                  |  |  |             |             |             |  |  |           |       |       |
|  |                    | CD Español       | 2                | 5                  |   |                  |                  |                  |  |  |             |             |             |  |  |           |       |       |
|  | Celta de Vigo      | CD Español       | 2                | 5                  | 3 | 1                |                  |                  |  |  |             |             |             |  |  |           |       |       |
|  | Celta de Vigo      |                  |                  |                    | 3 | 1                |                  |                  |  |  |             |             |             |  |  |           |       |       |
|  | CD Español         | 2                | 3                |                    |   |                  |                  |                  |  |  |             |             |             |  |  |           |       |       |

1. ↑  1º desempate, 18 abril 2-2, 2º desempate, 20 abril 0-3, ambos en Barcelona

### Final
La final del torneo fue disputada por el Madrid FC y el Valencia CF. Se disputó a partido único en el Estadio de Montjuic de Barcelona el día 6 de mayo de 1934. El partido acabó 2 a 1 al final del tiempo reglamentario, por lo que se proclamó al equipo madrileño como campeón por sexta vez.
| 1  | PO | Zamora         |  |
| 2  | DF | Ciriaco        |  |
| 3  | DF | Quincoces      |  |
| 4  | MC | Pedro Regueiro |  |
| 5  | MC | Bonet          |  |
| 6  | MC | Leoncito       |  |
| 7  | DE | Lazcano        |  |
| 8  | DE | Luis Regueiro  |  |
| 9  | DE | Samitier       |  |
| 10 | DE | Hilario        |  |
| 11 | DE | Eugenio        |  |
| DT | DT | Paco Bru       |  |

| 1  | PO | Cano           |  |  |
| 2  | DF | Torregaray     |  |  |
| 3  | DF | Pasarín        |  |  |
| 4  | MC | Bertolí        |  |  |
| 5  | MC | Iturraspe      |  |  |
| 6  | MC | Conde          |  |  |
| 7  | DE | Torredeflot    |  |  |
| 8  | DE | Abdón          |  |  |
| 9  | DE | Vilanova       |  |  |
| 10 | DE | Costa          |  |  |
| 11 | DE | Vilagrá        |  |  |
| DT | DT | Jack Greenwell |  |  |

| Vilanova | 0-1 |
| Lazcano  | 1-1 |
| Hilario  | 2-1 |

| Árbitro:        | Vilalta |
| Jueces de línea |         |
|                 |         |
|                 |         |

| 1  | PO | Zamora         |  |
| 2  | DF | Ciriaco        |  |
| 3  | DF | Quincoces      |  |
| 4  | MC | Pedro Regueiro |  |
| 5  | MC | Bonet          |  |
| 6  | MC | Leoncito       |  |
| 7  | DE | Lazcano        |  |
| 8  | DE | Luis Regueiro  |  |
| 9  | DE | Samitier       |  |
| 10 | DE | Hilario        |  |
| 11 | DE | Eugenio        |  |
| DT | DT | Paco Bru       |  |

| 1  | PO | Cano           |  |  |
| 2  | DF | Torregaray     |  |  |
| 3  | DF | Pasarín        |  |  |
| 4  | MC | Bertolí        |  |  |
| 5  | MC | Iturraspe      |  |  |
| 6  | MC | Conde          |  |  |
| 7  | DE | Torredeflot    |  |  |
| 8  | DE | Abdón          |  |  |
| 9  | DE | Vilanova       |  |  |
| 10 | DE | Costa          |  |  |
| 11 | DE | Vilagrá        |  |  |
| DT | DT | Jack Greenwell |  |  |

| Vilanova | 0-1 |
| Lazcano  | 1-1 |
| Hilario  | 2-1 |

| Árbitro:        | Vilalta |
| Jueces de línea |         |
|                 |         |
|                 |         |

|                              |
| Campeón MADRID FOOTBALL CLUB |
| Sexto título                 |

| Predecesor: Copa del Presidente de la República 1933 | Copa del Presidente de la República 1934 | Sucesor: Copa del Presidente de la República 1935 |

- Datos: Q1130611